# Владимир Гојковић
Владимир Гојковић (Котор, 29. јануар 1981) црногорски је ватерполо тренер и бивши ватерполиста. Тренутно је тренер херцегновског Јадрана.

## Играчка каријера

### Клуб

#### Почетак и афирмацијаː Јадран (1992-2006)
Гојковић је у деветој години живота почео да тренира пливање, а двије године касније (1992) прелази на ватерполо. Већ у шеснаестој години (1997) потписује први професионални уговор са матичним клубом (Јадран). У то вријеме, Новљани не представљају битан фактор у југословенској лиги, али преданим радом са младим играчима наговјештавају свијетлу будућност. У сезони 1999/00. заузето је треће мјесто у лиги, а у купу се стигло до финала, гдје је против Бечеја - тада најбоље европске екипе - претрпљен очекивано убједљив пораз (7ː16).
Прекретницу у резултатском смислу представљала је сезона 2000/01. када је Јадран - предвођен тренером Поробићем и играчима Стругаром, Матијашевићем, Николићем, Кривокапићем, Пејчићем, те младим Гојковићем, Шефиком, Јокићем и Злоковићем - био надомак освајања националног купа, чиме је, по први пут у тих пет-шест година, у питање доведена доминација Бечеја. Финале је, међутим, изгубљено након продужетака (12ː13), а исти епилог имало је и финале плеј-офа националног првенства.
Бечеј је истог љета остао без најбољих играча, па се очекивало да Јадран буде доминантан у сезони 2001/02. али се то, ипак, није десило, јер је Партизан, мимо очекивања, освојио дуплу круну. Новљани су стигли и до полуфинала Купа побједника купова, гдје их је надјачала загребачка Младост (7ː5, 2ː5).
Наредне четири сезоне (2002 - 2006) остаће златним словима уписане у историју Јадрана. Освојене су четири титуле првака Србије и Црне Горе (2002/03, 2003/04, 2004/05. и 2005/06) и три титуле побједника националног купа (2003/04, 2004/05. и 2005/06).
На европској сцени, играна је Евролига. У сезони 2003/04. Јадран је стигао до финала - у ком је поражен од мађарског Хонведа (6ː7) - што представља највећи успјех у историји клуба. Наредних сезона, иако у веома јаком саставу, Новљани нијесу успијевали да понове или надмаше овај резултат. Тако су 2005. и 2006. заустављани у четвртфиналу. Након пензионисања Веселина Кривокапића (2005) преузео је улогу капитена.

#### Излет у иностранствоːСинтез Казањ(2006-2008)
Распад државне заједнице значио је да ће Јадран сезону 2006/07. провести у знатно слабијој конкуренцији, па је Гојковић у јуну 2006. прешао у Синтез из Казања, гдје су му друштво правили Дејан Савић и Данило Икодиновић, дојучерашњи репрезентативни другови. У сезони 2006/07. освојена је прва - и, за сада, једина - титула првака Русије, као и трофеј побједника Купа ЛЕН. У другој сезони, клуб је остао без трофеја, али је Гојковић задржао статус једног од најважнијих играча.
Ипак, како се стање у црногорском клупском ватерполу драстично побољшало, тако се Гојковић у јуну 2008. одлучио на повратак у матични клуб. Опет му је додијељена улога капитена.

#### Повратак кућиːЈадран(2008-2012)
Осокољени одличним резултатима које је постизала црногорска репрезентација, црногорски клубови су се 2008. појачали играчима свјетске класе. Предњачили су Јадран и Приморац. У сезони 2008/09. екипа са Шквера је узела титулу првака Црне Горе, али су Которани, на опште изненађење, освојили Лигу шампиона, па су Новљани, у жељи да се домогну тог трофеја, на љето 2009. окупили безмало најбоље црногорске играче. Старосједиоцима Гојковићу, Шћепановићу и Ивовићу придружили су се Никола Јановић, Борис Злоковић и Предраг Јокић.
Тај пројекат је за епилог имао одбрану домаће и освајање Јадранске лиге, али је на кључном пољу - у Лиги шампиона - претрпио тежак неуспјех. Фаворизоване Новљане је у четвртфиналу демолирао вјечити ривал, комшијски Приморац (9ː14, 6ː10).
На крају сезоне, Злоковић је отишао, а клуб је у 2010/11. одбранио титулу у Јадранској лиги, али не и у црногорској, гдје је примат, макар на једну годину, преузела Будва. У првој фази Евролиге је, коначно, побијеђен Приморац, али је, касније, у четвртфиналној групи, у конкуренцији Партизана, Будве и Југа, заузето посљедње мјесто, чиме је пропуштена још једна прилика да се дође до фајнал-фора.
У Гојковићевој посљедњој сезони, Јадран је повратио примат у видно ослабљеном црногорском ватерполу - освојени су титула и куп - али је изгубио примат у Јадранској лиги, док их је од полуфинала фајнал-фора Лиге шампиона дијелио један гол - ријечко Приморје је имало више среће (11ː12, 11ː11).

#### Клупски трофеји
- Првенство Србије и Црне Горе са Јадраном (4)ː 2002/03, 2003/04, 2004/05. и 2005/06.
- Првенство Русије са Синтезом (1)ː 2006/07.
- Првенство Црне Горе са Јадраном(3)ː 2008/09, 2009/10. и 2011/12.
- Куп Србије и Црне Горе са Јадраном (3)ː 2003/04, 2004/05. и 2005/06.
- Куп Црне Горе са Јадраном (1)ː 2011/12.
- Јадранска лига са Јадраном (2)ː 2009/10. и 2010/11.
- Куп ЛЕН са Синтезом (1)ː 2006/07.

Остао је кратак за трофеј намијењен побједнику Лиге шампиона.

### Репрезентација

#### СР Југославија/Србија и Црна Гора

##### Млађе категорије(1995-2001)
Гојковић је прошао практично све млађе категорије југословенске, почев од 1995. па све до 2001. када је постао члан сениорског тима. Највећи успјех у јуниорској конкуренцији јесте титула првака Европе, освојена 2000. у Линену. Тај трофеј, али и одлични резултати са Јадраном омогућили су му да добије ласкаво признање ЦОК-а за најбољег младог спортисту Црне Горе у 2000. години.

##### "А" тим(2001-2006)
Владимир је дебитовао за југословенски сениорски тим 2001. у склопу припрема за учешће на ЕП у Будимпешти и СП у Фукуоки. Није га било на списку путника за поменута такмичења, али су га одличне партије и луцидна рјешења на клупском плану препоручила за наредне репрезентативне акције. Од 2003. је незамјењив члан прве поставе националног тима. Те године је са плавима освојио златну медаљу на Европском првенству у Крању, постигавши четири гола на осам утакмица. Мјесец дана касније, Србија и Црна Гора је освојила бронзану медаљу на Свјетском првенству у Барселони, а Гојковић се није уписивао у стријелце. На завршном турниру Свјетске лиге, подмлађени тим Србије и Црне Горе заузео је четврто мјесто, а Гојковић је укњижио шест голова.
У 2004. су освојене двије сребрне медаљеː у Свјетској лиги и на Олимпијским играма у Атини. У оба случаја, злато је припало Мађарима, а посебно болан пораз за плаве био је онај у атинском финалу, када су примили три гола у посљедњој четвртини и тако прокоцкали два гола предности (7ː5 → 7ː8). Гојковић је постигао два гола на овом турниру, укључујући и онај у финалу.
Ако су резултати из 2004. били разлог за тугу, онда их у 2005. сасвим сигурно није било. Коначно је нестао комплекс од Мађара - Србија и Црна Гора је освојила златну медаљу на Свјетском првенству у Монтреалу и Свјетској лиги у Београду. Гојковићев учинак је био изузетан и не мјери се толико головима, колико утицајем на игру. У Монтреалу је једанпут био стријелац, а у Београду трипут. Изузетни резултати у овој години донијели су му и једно индивидуално признање - оно за најбољег спортисту Црне Горе у 2005. години, у избору Удружења новинара Црне Горе.
Црна Гора је на референдуму 21. маја 2006. de facto постала независна држава, па је било јасно да се ближи крај заједничким наступима играча из двају република. На Свјетском купу у Будимпешти освојена је златна медаља (у финалу је побијеђена Мађарска, 10ː9) што се, након одлуке челника ВСС-а да на Европском првенству у Београду наступа репрезентација Србије, а не Србије и Црне Горе, испоставило као посљедње учешће заједничког тима на неком такмичењу.

#### Црна Гора(2006-2012)
Владимир Гојковић, Никола Јановић, Борис Злоковић, Предраг Јокић и Здравко Радић одлучили су да убудуће наступају за репрезентацију Црне Горе. Пропустили су Свјетску лигу 2006, Европско првенство 2006. и Свјетско првенство 2007. тако да је прво такмичење на којем су бранили боје тек створеног државног тима - Свјетска лига 2007. У квалификационој групи је освојено друго мјесто - иза Србије - а Гојковић се, сасвим очекивано, профилисао као један од кључних играча свог тима.
У 2008. црвене ајкуле су освојиле четврто мјесто на финалном турниру Свјетске лиге, што је био солидан увод за Европско првенство у Малаги. Црна Гора је, као дебитант, освојила златну медаљу, побиједивши у финалу управо Србију (6-5, након продужетака). Гојковић је постигао један гол у финалу. На Олимпијским играма у Пекингу је освојено четврто мјесто. Посебно мјесто у колективном памћењу навијача заузима чињеница да је Гојковић, иако повријеђен, одлично играо у кључним утакмицама. Био је човјек одлуке у четвртфиналу, против Хрватске (7ː6), сјајно је играо и у полуфиналу, против Мађарске (9ː11), и у утакмици за бронзану медаљу, против Србије (4ː6).
Црна Гора је била домаћин завршнице Свјетске лиге 2009. Освојена је златна медаља, па су порасла очекивања од наступа на Свјетском првенству у Риму. Црвене ајкуле се нијесу добро носиле са притиском јавности, па су заузеле разочаравајуће девето мјесто, након шокантног пораза од Њемачке у осмини финала.
Ниш 2010. је остао упамћен по сребрној медаљи у Свјетској лиги - Црна Гора је у финалу, након извођења петераца, поражена од домаћина - док је Европско првенство у Загребу донијело ново разочарање. Одличан старт (побједа над Хрватском) покварен је каснијим киксевима, па су црвене ајкуле у четвртфиналу играле против Србије. Пораз (5ː6) није означио само крај борбе за неку од медаља, него је и разоткрио лоше односе у тиму. Гојковић се привремено повукао из националног тима.
Почетком октобра 2011. објављена је вијест о повратку Владимира Гојковића у репрезентацију. На Европском првенству у Ајндховену, Црна Гора је освојила сребрну медаљу, након што је у полуфиналу савладала Мађарску (14ː13), а у финалу поражена од Србије (8ː9). Гојковић је био изузетанː постигао је десет голова, креирао игру и показао колико је недостајао у претходном периоду. Свјетска лига је намјерно пропуштена, а средином јуна је објављено да Владимир Гојковић након наступа на Олимпијским играма завршава играчку и започиње тренерску каријеру у Јадрану. У Лондону су црвене ајкуле играле топло-хладно. Дошло се до полуфинала, гдје је услиједио пораз од Хрватске (5ː7), да би, након тога, у борби за треће мјесто и бронзану медаљу, у репризи пекиншког дуела, Црна Гора опет поражена од Србије. У шокантној завршници, ајкуле су прокоцкале три гола предности (11ː8) и погнуте главе се вратиле кући (11ː12).
Била је то посљедња утакмица за Владимира Гојковића. Спортску каријеру је, као што је већ наведено, наставио као тренер Јадрана.

## Тренерска каријера

### Клуб

#### Јадран(2012- )
Јадран из Гојковићевих тренерских дана битно је сиромашнији и слабији клуб у односу на Јадран из Гојковићевих играчких дана.
У регионалним и континенталним оквирима тим није нарочито конкурентан. Наиме, у Јадранској лиги је освајано осмо (2012/13), четврто (2013/14) и пето мјесто (2014/15). Пласман у Лигу шампиона остварен је тек у четвртој сезони (2015/16).
У националним оквирима, Јадран је доминантан, будући да је за три и по сезоне Гојковићеве ере освојио двије титуле националног првака (2013/14, 2014/15) и четири титуле побједника националног купа (2012/13, 2013/14, 2014/15, 2015/16).

### Репрезентација

#### Црна Гора(2015- )
Ранко Перовић је поднио оставку након неуспјеха претрпљеног на Свјетском првенству у Казању, а за новог селектора именован је Владимир Гојковић.

## Приватни живот
Ожењен је и отац је двојице синова.
Митрополит црногорско-приморски Амфилохије је 27. јануара 2013. одликовао Владимира Гојковића и Милоша Шћепановића Златним ликом Митрополита Петра II Петровића Његоша, за врхунска спортска остварења.